# Дужа-Вулька
Дужа-Вулька (пол. Duża Wólka) — село в Польщі, у гміні Ґрембоциці Польковицького повіту Нижньосілезького воєводства.
Населення — 209 осіб (2011).
У 1975-1998 роках село належало до Легницького воєводства.

## Демографія
Демографічна структура станом на 31 березня 2011 року:
|          | Загалом | Допрацездатний вік | Працездатний вік | Постпрацездатний вік |
| -------- | ------- | ------------------ | ---------------- | -------------------- |
| Чоловіки | 95      | 19                 | 69               | 7                    |
| Жінки    | 114     | 29                 | 60               | 25                   |
| Разом    | 209     | 48                 | 129              | 32                   |